# De witte ridder (Lucky Luke)
De witte ridder is een album uit de stripreeks Lucky Luke.

## Het verhaal
Als het toneelgezelschap van Whittaker Baltimore in Nothing Gulch een toneelstuk opvoert, wordt de bank beroofd. Gladys Whimple, Baltimore en Barnaby Float hebben de rollen, en Francis Lusty is de toneelknecht en claque. Het toneelstuk verloopt telkens als volgt:
- Eerste bedrijf: Een jong meisje, Linda (gespeeld door Gladys Whimple) moet na de dood van haar ouders voor haar babybroertje (een pop) zorgen en wordt belaagd door Mortimer Jones (gespeeld door Barnaby Float) die haar probeert te dwingen met hem te trouwen. Francis jut het publiek op dat Mortimer uitjouwt.
- Tweede bedrijf: Een cowboy in het wit, de Witte Ridder (gespeeld door Baltimore) zegt het meisje toe dat ze op zijn bescherming kan rekenen. Francis zet het publiek op tot het aanmoedigen van de Ridder.
- Derde bedrijf: De schurk dreigt het broertje te ontvoeren. De Witte Ridder komt tussenbeide.
- Op dat moment blijkt de bank of een ander belangrijk gebouw te zijn overvallen en wordt het stuk abrupt onderbroken. De lezer zal derhalve nooit het einde zien, maar Baltimore verklapt dat de Witte Ridder de schurk doodt en daarna de zonsondergang tegemoet rijdt.

Lucky Luke vertrouwt het niet en volgt het toneelgezelschap, hij vermoedt dat het toneelstuk dient ter afleiding en dat iemand, vermoedelijk Baltimore, snel de overval pleegt als iedereen is gaan kijken. Hij vertrouwt het al direct niet, vooral Baltimore en Barnaby die hem iets te glad en gewiekst zijn, maar kan iedere keer niets bewijzen.
Tijdens de  volgende voorstelling, in Miner's Pass, wordt het mijnkantoor beroofd en Baltimore wijst Lucky Luke als schuldige aan. Lucky Luke wordt gevangengenomen, maar weet aan de strop te ontsnappen. Hij reist nu naar Indian Flats, waar de volgende voorstelling is. Lucky Luke is boos op Baltimore en bezorgt hem een blauw oog. Die kan daardoor niet meespelen en Lucky Luke vervangt hem - hij heeft het stuk immers al een paar keer gezien en kent het wel uit zijn hoofd. Een geboren toneelspeler is hij bepaald niet. Tijdens de voorstelling wordt het Bureau of Indian Affairs beroofd. Lucky Luke krijgt de schuld en neemt de vlucht. In een winkeltje koopt hij kleren om het witte toneelkostuum te vervangen, zodat hij er weer als Lucky Luke uitziet. 
Het gezelschap trekt naar Tumbleweed Springs en Baltimore kan weer meespelen. Lucky Luke vermoedt dat Baltimore tijdens de voorstelling steeds even wegloopt om de banken te beroven. Hij besluit het gezelschap die avond in de gaten te houden. Tot zijn verbazing wordt tijdens de voorstelling geroepen dat de bank beroofd is, maar als iedereen naar de bank rent, blijkt daar niets aan de hand te zijn. Bij terugkomst in de theaterzaal blijkt dat de daders er intussen met het kassageld vandoor zijn gegaan. Lucky Luke weet niet waar ze zijn en besluit maar terug te gaan naar Nothing Gulch, waar het verhaal begon. Daar ontmoet hij Gladys Whimple, die intussen is weggegaan van het gezelschap en zich als danseres bij Lili Lavenue heeft aangesloten. Zij heeft wroeging over de daden van het gezelschap en heeft zich bij een dansgezelschap aangesloten. Ze vertelt waar Baltimore zit. Lucky Luke vindt Barnaby op de aangewezen plek en nu herhaalt zich het derde bedrijf met Lucky Luke als Mortimer die het broertje probeert af te nemen van Barnaby. De pop zit vol met geld. Baltimore komt binnen als de Witte Ridder en neemt Lucky Luke onder schot, maar Luke schiet sneller.
Niet Baltimore blijkt het brein achter de berovingen te zijn, maar de onopvallende Francis. Hij was degene die vals alarm sloeg in Tumbleweed Springs. Maar dan neemt het plot een onverwachte wending: dankzij een welgemikte trap van Jolly Jumper wordt Francis uitgeschakeld, en weet Lucky Luke het drietal alsnog in te rekenen. In de gevangenis wordt het toneelstuk opnieuw opgevoerd waarbij Francis de rol van Linda speelt. In de gevangenis zijn de voorkeuren van het publiek omgedraaid: de schurk Mortimer wordt toegejuicht, de Witte Ridder uitgejouwd.